# Julien Loubet
Julien Loubet (ur. 11 stycznia 1985 w Tuluzie) – francuski kolarz.
Do 2011 r. ścigał się w gronie profesjonalistów z UCI World Tour (przedtem UCI Pro Tour).